# Alto Comité Árabe

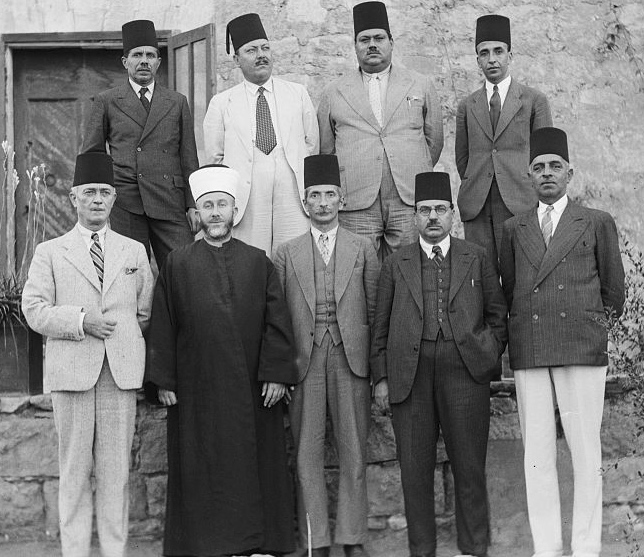
Varios miembros del primer Alto Comité Árabe reunido en 1936. Primera fila de izquierda a derecha (abajo): Ragheb Bey Nashashibi, presidente del Partido de la Defensa, Amin al-Husayni, Gran muftí y presidente del Comité, Ahmed Hilmi Pasha, Presidente general del Banco Árabe de Jerusalén, Abdul Latif Bey al-Salah, presidente del Partido Nacional Árabe, Alfred Roke, destacado terrateniente. Segunda fila de izquierda a derecha (arriba): Jamal al-Husayni, Husayn al-Khalidi, fundador del Partido Reformista, Yaqub al-Ghusayn, Fuad Saba.

El Alto Comité Árabe (en árabe: اللجنة العليا العربية‎, romanizado: al-Laŷnat al-ʿAlīyā al-ʿArabīya) fue el órgano político principal de la comunidad árabe en el mandato británico de Palestina, que se consideraba «el único representante de todos los árabes de Palestina». Fue creado el 25 de abril de 1936 por iniciativa de hach Amin al-Husayni, el gran muftí de Jerusalén. El Comité fue prohibido por las autoridades británicas en septiembre de 1937.
La Liga Árabe reconstituyó el Comité el 10 de noviembre de 1945 pero alcanzó poca relevancia a partir de la guerra árabe-israelí de 1948, donde quedó demostrada su inoperancia. Fue prohibido en Jordania en 1948 e ignorado por Egipto y la Liga Árabe con la fundación del Gobierno de Toda Palestina en 1948.

## Primer Comité (1936-1937)
El primer Alto Comité Árabe se fundó el 25 de abril de 1936, después de convocar una huelga general de trabajadores árabes, hecho que inició la revuelta árabe de Palestina de 1936-1939. Los miembros fundadores del Comité fueron:
- Amin al-Husayni: Presidente. Miembro del clan al-Husayni, Gran Muftí de Jerusalén y presidente del Consejo Supremo Musulmán.
- Raghib al-Nashashibi: miembro del clan Nashashibi.
- Yamal al-Husayni: miembro del Partido Árabe Palestino, miembro del Consejo Supremo Musulmán.
- Yaqub al-Ghusayn: miembro y representante del Partido del Congreso de la Juventud, miembro del Consejo Supremo Musulmán.
- Abd al-Latif Salah: fundador del Bloque Nacional.
- Husayn al-Khalidi: fundador y representante del Partido Reformista.
- Awni Abd al-Hadi: líder del Partido de la Independencia, del que fue Secretario General.
- Ahmed Hilmi Pasha: tesorero.